# Павлихино (Псковская область)
Павлихино — деревня в Опочецком районе Псковской области России. Входит в состав Пригородной волости Опочецкого района.
Расположена на правом берегу реки Великая, в 3 км к югу от города Опочка.
Численность населения по состоянию на 2000 год составляла 24 человека.

## Топографические карты
- Лист карты O-35-XXIX Опочка. Масштаб: 1 : 200 000. Состояние местности на 1985 год. Издание 1987 г.